# Monumento a Eduardo Rosales
El Monumento a Eduardo Rosales es una estatua de piedra, diseñada por el escultor español Mateo Inurria, que homenajea al famoso pintor Eduardo Rosales.
Ubicada en el paseo del Pintor Rosales, en la ciudad de Madrid, esta estatua fue inaugurada en 1922, año en el que su autor falleció, y tiene alrededor de 2,20 metros de altura.